# Yolande Beekman

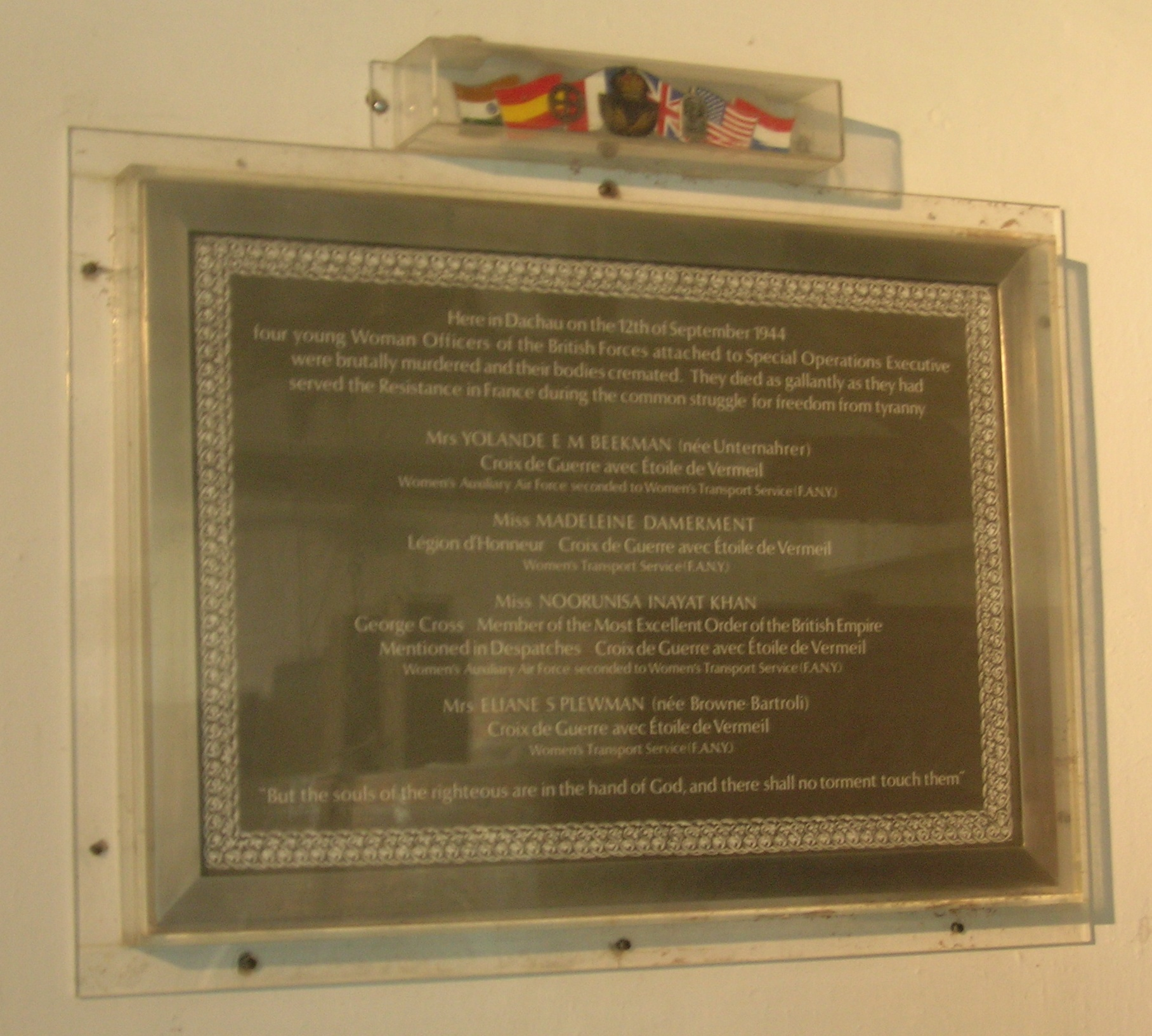
Gedenkplaat in kamp Dachau.

Yolande Beekman (Parijs, 28 oktober of 7 november 1911 - Dachau, 13 september 1944), van een Zwitsers-Italiaanse afkomst, was een Nederlandse verzetsstrijder tijdens de Tweede Wereldoorlog.

## Biografie
Beekman werd geboren als Yolande Elsa Maria Unternährer en groeide op in een gegoed milieu in Parijs; haar ouders waren Zwitsers en Italiaans. Als kind verhuisde ze met hen naar Londen, waar ze drietalig werd opgevoed: in het Engels, Duits en Frans. Bij het uitbreken van de Tweede Wereldoorlog nam ze dienst bij de Women's Auxiliary Air Force, waar ze een opleiding volgde tot marconist en telegrafist. Ze werd uitgekozen om te gaan werken voor de Special Operations Executive in het bezette Frankrijk.
In 1943 ontmoette ze op de radioschool in Thame de Nederlandse verzetsstrijder en legersergeant Jaap Beekman, met wie ze in augustus 1943 trouwde. Korte tijd na hun huwelijk, in september, moest ze aan het werk en stapte op de trein om naar Frankrijk te reizen. Volgens haar moeder, die haar beschreef als een rustige zachtmoedige vrouw met een ijzeren wil, was ze reeds zwanger toen ze met haar missie begon.
In Frankrijk werkte Beekman voor Gustave Biéler, een Canadees die aan het hoofd stond van het "Musician"-verzetsnetwerk dat actief was in Saint-Quentin in het noordelijke departement Aisne, vlak bij de stad Rijsel. Ze gaf niet enkel radioberichten aan Engeland door als geheim agent, maar was ook betrokken bij de verdeling van de spullen die door geallieerde vliegtuigen werden gedropt. Op een piepklein zolderkamertje had ze haar zendstation ingericht. Overdag las ze veel en 's avonds zond ze de door het verzet verzamelde informatie door naar Londen. Tweemaal kwamen Duitse peilwagens dichtbij, maar beide keren koppelde Beekman op tijd de apparatuur los en zocht ze een tijdelijk nieuw schuiladres.
Op 13 januari 1944 werden zij en Biéler door de Gestapo gearresteerd in de Moulin Brulé, een smoezelig café langs een kanaal. Ze was op de vlucht voor de Duitsers en zou met Biéler overleggen waar de zendapparatuur nu ondergebracht moest worden. De Gestapo, die al langer bezig was om Biéler op te sporen, kreeg zo bij toeval ook Beekman in handen. Beiden werden op het hoofdkwartier van de Gestapo in Saint-Quentin langdurig gemarteld, maar lieten niets los. Biéler werd korte tijd later geëxecuteerd en Beekman werd overgebracht naar de gevangenis van Fresnes. Ook hier werd ze ondervraagd en gemarteld, totdat ze in mei met verschillende andere geheim agenten van de SOE werd overgebracht naar de vrouwengevangenis van Karlsruhe in Duitsland. Beekman dacht daar in een "gewone" gevangenis de oorlog te kunnen overleven, maar al gauw bleek dat er een administratieve fout was gemaakt; samen met haar medeagenten, Madeleine Damerment, Noor Inayat Khan en Eliane Plewman werd ze in september getransporteerd naar het concentratiekamp Dachau. Hier werden de vier vrouwen op 13 september 1944, de dag na hun aankomst, bij zonsopgang meegenomen naar een klein veld naast het crematorium en gedwongen op de grond te knielen. Met een nekschot werden ze geëxecuteerd, waarna hun lichamen gecremeerd werden.
Na de oorlog werd Beekman onderscheiden door de Franse regering met het Croix de Guerre. Ook staat haar naam vermeld op het Runnymede Memorial in Surrey (Engeland). Bovendien staat ze, als een van de SOE-agenten die hun leven lieten voor de bevrijding van Frankrijk, op een gedenkteken in het stadje Valençay, in het Franse departement Indre.